# Le Talisman

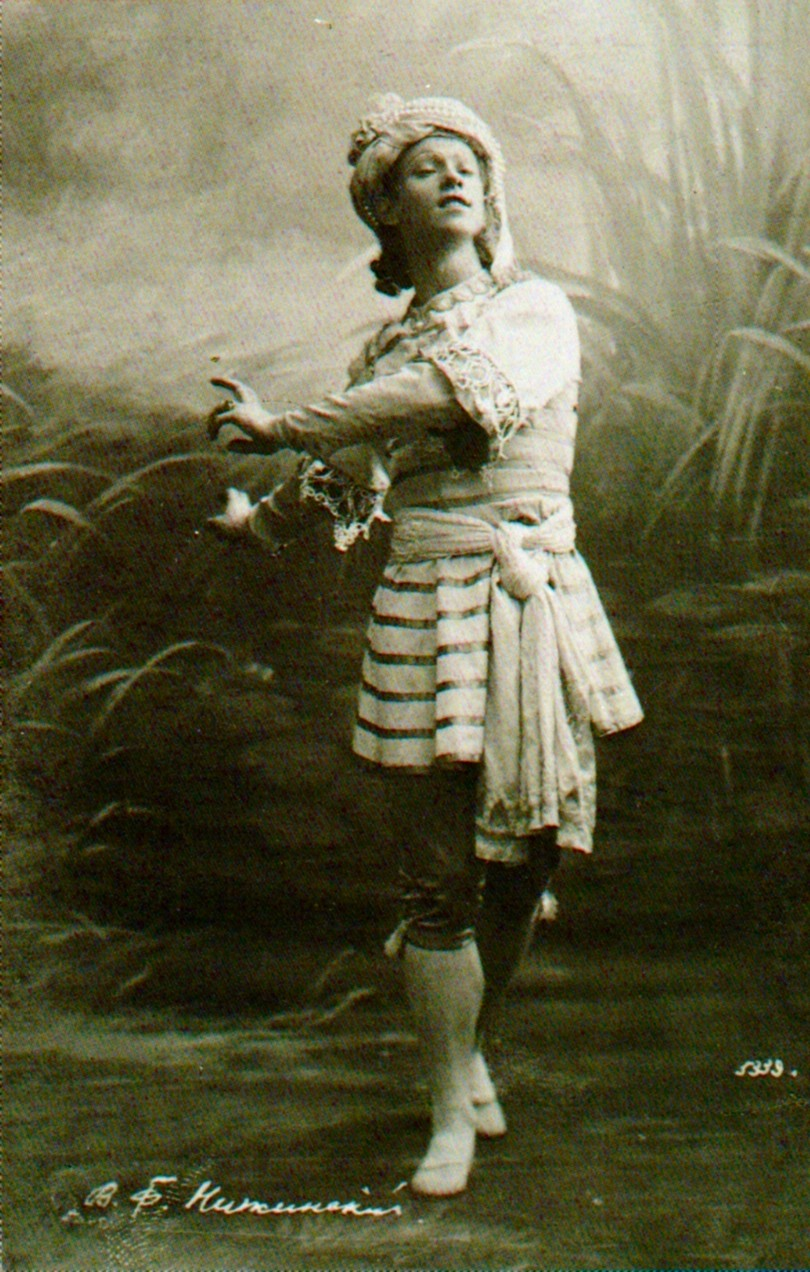
Vaslav Nijinsky als Windgott Vayou in Le Talisman, 1909

Le Talisman (Der Talisman; auch: Le Porte-bonheur („Der Glücksbringer“)) ist ein fantastisches Ballett (Ballet fantastique) in einem Prolog und drei Akten von Marius Petipa und Riccardo Drigo über ein Libretto von Konstantin Tarnovsky, das seine Uraufführung im Jahr 1889 in Sankt Petersburg erlebte. Die märchenhafte und exotische Handlung spielt im Alten Indien.

## Personen
- Amravati, Königin des Himmels
- Ella (später: Niriti), ihre Tochter
- Uragan (später: Vayou), der Windgott
- Noureddin, ein Maharadscha
- Kadoor, ein Weber
- Nal, sein Sohn
- Nirilya, Nals Verlobte
- König Akdar
- Prinzessin Damayanti, Tochter von Akdar, Verlobte von Noureddin

Himmlische und irdische Gottheiten und Geister, Gefolge Noureddins und Akdars, Volk

## Handlung
Die folgende Inhaltsangabe basiert auf dem Originallibretto und auf einem Artikel von Gerhard Wischniewski.

### Prolog
In himmlischen Gefilden, über den Wolken
Die Königin des Himmels Amravati ist traurig, weil ihre Tochter Ella (Niriti) nach altem Brauch auf die Erde hinabsteigen muss, um ihr Herz gegen irdische Versuchungen zu prüfen. Amravati fürchtet, dass sie nicht mehr zurückkommen könnte, und ruft den Gott des Windes Uragan (Vayou), damit er Ella (Niriti) begleite. Ihrer Tochter überreicht Amravati einen Talisman, der sie beschützen soll und mit dessen Hilfe sie wieder zurück in den Himmel kommen kann. Wenn sie diesen Talisman allerdings verliert, kann sie nicht mehr zurück, außer er wird von einem sterblichen Menschen gefunden, der ihn ihr freiwillig zurückgibt. Bevor Ella (Niriti) und Uragan (Vayou) ihre Reise antreten, warnt Amravati ihre Tochter vor den Fallstricken der irdischen Liebe.

### Akt 1
Im Haus des Webers Kadoor
Nal, der Sohn des Webers Kadoor, und seine Verlobte Nirilya bereiten sich freudig auf ihre Hochzeit am nächsten Tage vor und tanzen.
Der Maharadscha Nourreddin, der sich auf der Durchreise befindet und erschöpft ist, tritt ein und bittet den Weber um ein Nachtquartier.
Nachdem sich die anderen zurückgezogen haben und Noureddin schlafen gegangen ist, beginnt es zu donnern und zu blitzen: Ella (Niriti) und Uragan (Vayou) erscheinen. Erstaunt sehen sie sich um, und, während der Windgott nochmals das Haus verlässt, legt sich Ella (Niriti) hin, um sich auszuruhen. Da kommt Noureddin in das Zimmer und als er die Göttin sieht, verliebt er sich auf den ersten Blick in sie. Er versucht sich ihr zu nähern, doch sie weicht entsetzt immer wieder vor ihm zurück. Ohne es zu bemerken, verliert sie dabei ihren Talisman. Plötzlich erscheint Uragan (Vayou) und „rettet“ Ella (Niriti) aus dieser Situation, indem er mit ihr verschwindet. Noureddin findet den Talisman und behält ihn als Andenken.
König Akdar und dessen Tochter Damayanti, die Verlobte Noureddins, treten auf, und nehmen Noureddin mit in ihren Palast.
Inzwischen hat Ella (Niriti) den Verlust ihres Talismans bemerkt; verzweifelt kehrt sie zusammen mit dem Windgott nochmal in das Haus des Webers zurück, um nach dem magischen Schmuckstück zu suchen – umsonst.

### Akt 2

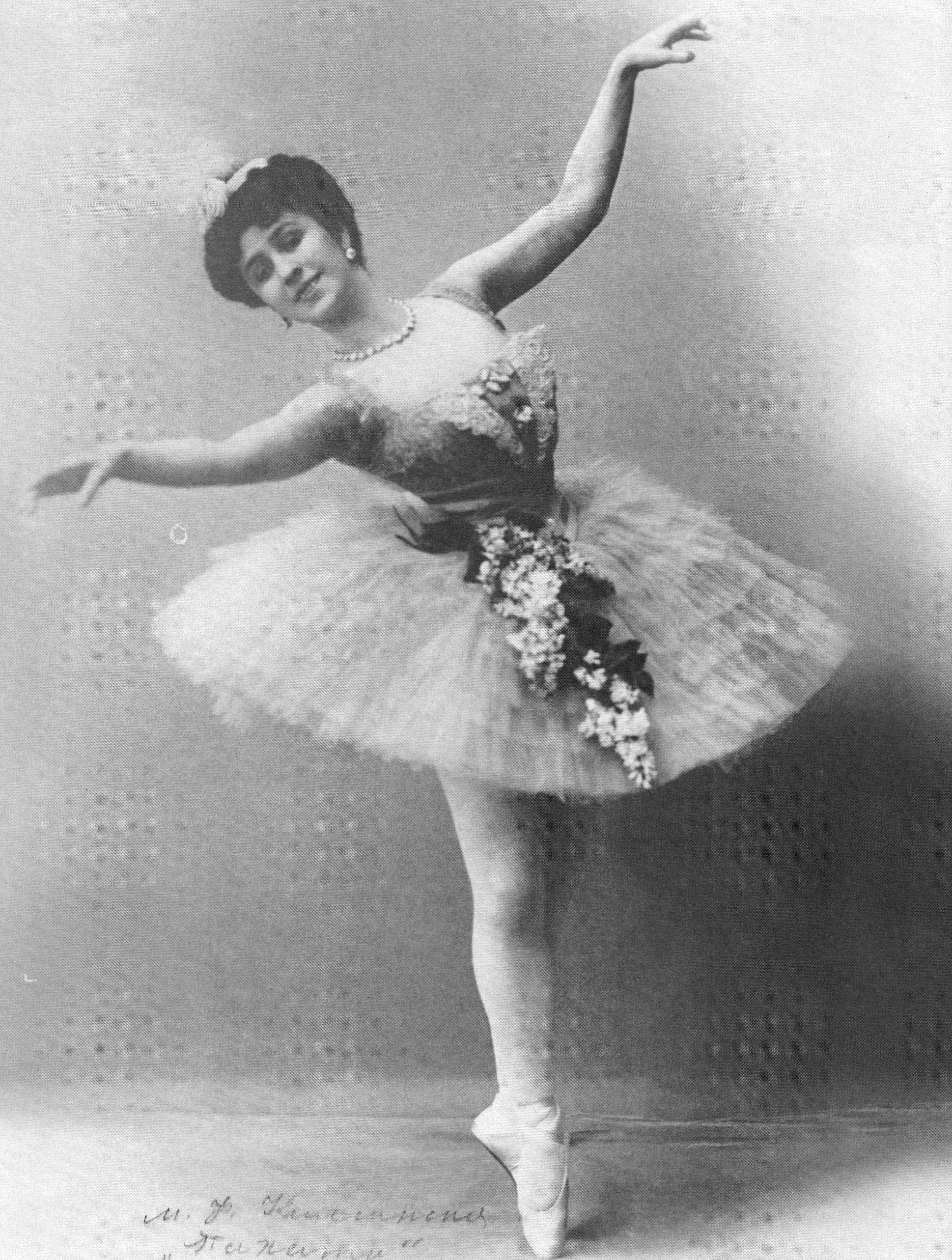
Matilda Kschessinskaya als Niriti in der Vision des Grand Ballabile „La Rose de Bengale“ in Le Talisman, 1909

In den Gärten beim Palast von König Akdar in Delhi
Die Vorbereitungen zur Hochzeit von Noureddin mit Damayanti sind in vollem Gange. Nachdem die beiden Verlobten miteinander getanzt haben, ziehen sich Akdar, die Braut und der Hofstaat zurück, damit sich Noureddin etwas ausruhen kann.
Als Noureddin allein ist, erscheint ihm Ella (Niriti) als Königin der Blumen mit einem Gefolge anderer Blüten- und Edelsteingeister (Grand Ballabile „La Rose de Bengale“). Sie versucht Noureddin dazu zu bringen, ihr den Talisman zurückzugeben, aber vergebens.
König Akdar, seine Tochter und ihr Gefolge kehren zurück, doch nun teilt Noureddin ihnen mit, dass er Damayanti nicht heiraten könne, weil er eine andere liebe. Akdar ist empört und es kommt zu einem Kampf zwischen ihm, Noureddin und ihrem jeweiligen Gefolge. Da taucht Uragan (Vayou) unter Blitz und Donner auf und vertreibt Noureddins Widersacher.

### Akt 3
Szene 1: Ein Basar am Ufer des Ganges
Auf einem Basar begegnet Noureddin der als Sklavin verkleideten Ella (Niriti) und dem Windgott wieder. Der Maharadscha tritt in Verhandlungen mit Uragan (Vayou), um die von ihm angebetete Schöne zu kaufen. Doch dieser will ihm die „Sklavin“ nur abtreten, wenn Noureddin ihm den Talisman gibt. Doch Noureddin ist mittlerweile misstrauisch. Er macht Uragan (Vayou) mit Wein betrunken, um ihn unschädlich zu machen und ihm das Geheimnis des Talismans zu entlocken. Die List gelingt und Noureddin erfährt, dass Ella (Niriti) auf der Erde bleiben muss, wenn sie den Talisman nicht zurückbekommt. Da der betrunkene Uragan (Vayou) außer Gefecht ist, gelingt es Noureddin, Ella (Niriti) zu entführen.
Szene 2: Antike Ruinen bei Nacht
Allein mit Noureddin, bittet ihn Ella (Niriti), ihr den Talisman zurückzugeben, damit sie zu ihrer Mutter in den Himmel zurückkehren kann. Stattdessen bittet er sie bei ihm zu bleiben und seine Frau zu werden. Doch als sie damit droht, sich umzubringen, gibt er ihr den Talisman zurück.
Szene 3: Oben der Himmel, unten die Ruinen
Amravati erscheint in den Wolken, um ihre Tochter zu empfangen. Doch in diesem Moment bemerkt Ella (Niriti), wie sehr sie Noureddin liebt, und dass beide unglücklich ohne einander wären. So entscheidet sie sich für das irdische Glück mit Noureddin und wirft den Talisman davon.

## Aufführungsgeschichte

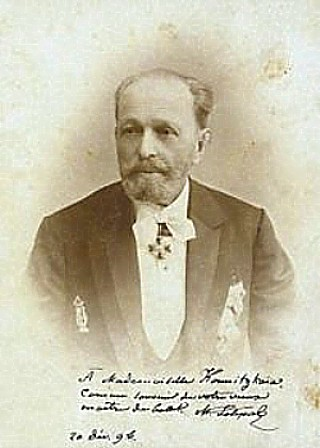
Marius Petipa, ca. 1890–95

### Entstehung
Das Ballett entstand für eine Benefizvorstellung zugunsten der italienischen Primaballerina Elena Cornalba. Für die damalige Zeit ungewöhnlich ist die Besetzung mit zwei männlichen Hauptrollen, die ursprünglich für Pawel Gerdt und den berühmten italienischen Tänzer Enrico Cecchetti kreiert worden waren. Le Talisman gilt als ein Meilenstein in der Geschichte des männlichen Tanzes: Denn in einer Zeit, als das Ballett völlig von den in der Romantik stark idealisierten weiblichen Tänzerinnen dominiert wurde und Männer fast nur noch auf Pantomime beschränkt waren und als Unterstützer der Ballerina dienten – besonders in den Ballettzentren Paris und London –, ließ Petipa seine männlichen Tänzer wirklich tanzen und entwarf die Rolle des Windgottes Uragan (später: Vayou) sogar im Hinblick auf die außergewöhnlich virtuosen Fähigkeiten von Cecchetti (unter anderem mit großen Sprüngen). Dieser konnte dadurch aus dem „Schatten“ der Primaballerina heraustreten.

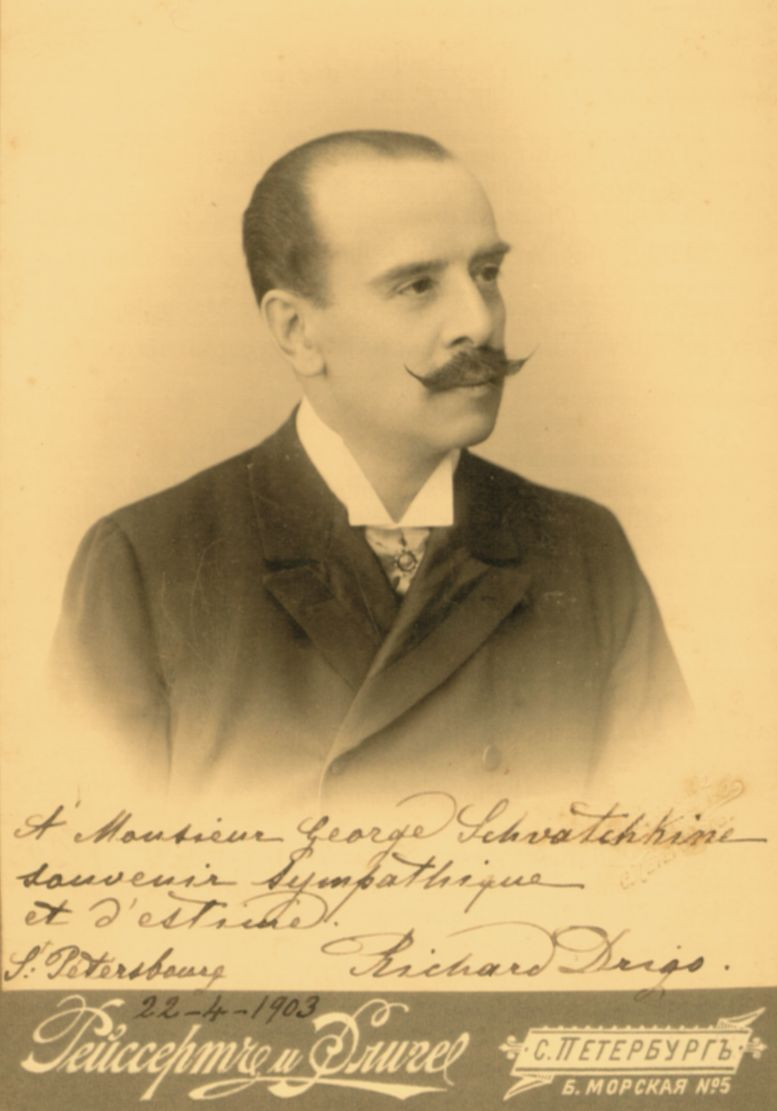
Riccardo Drigo (1903)

Die erste Fassung von Le Talisman hatte vier Akte und sieben Szenen. Die Uraufführung im kaiserlichen Mariinski-Theater in Sankt Petersburg am 25. Januarjul. / 6. Februar 1889greg. ging mit ungeheurem Aufwand und ungewöhnlicher Pracht über die Bühne. Als Solisten tanzten Elena Cornalba (Ella), Pawel Gerdt (Noureddin), Enrico Cecchetti (Uragan), Anna Johansson (Amravati), Alfred Bekefi (Nal) und Petipas Tochter Marie Petipa (Nirilya). Drigos Musik und die Choreografie waren ein Erfolg, aber das Libretto und der enorme szenische Aufwand waren Gegenstand von Diskussionen und Kritik.
Einige Jahre später überarbeitete Petipa das Ballett und brachte es in einer neuen Version in drei Akten und sieben Szenen am 22. Oktoberjul. / 3. November 1895greg. wiederum am Mariinski-Theater heraus, diesmal mit Pierina Legnani als Ella, Pawel Gerdt als Noureddin und Alexander Gorsky als Uragan. In der neuen Form war Le Talisman ein enormer Erfolg.
1908 wurde das Ballett unter dem neuen Titel Le Porte-bonheur („Der Glücksbringer“) auch an der Mailänder Scala gegeben. Eine erneute Revision des Werks wurde 1909 von Nikolai Legat vorgenommen. Der Komponist Drigo überarbeitete seine Partitur entweder für Mailand oder für die Version von Legat (oder für beide ?). Legat veränderte einige Details der Choreografie und die Namen einiger Figuren: die weibliche Hauptfiger Ella hieß bei ihm Niriti und der Windgott Uragan wurde in Vayou umbenannt. In dieser Produktion tanzten Olga Preobrazhenskaya (Niriti/Ella) und Vaslav Nijinsky (Vayou/Uragan), der als Windgott Vayou Sensation machte.
Die Originalchoreografie des gesamten Balletts ist nicht erhalten, nur der Grand Pas d’action in Akt 2 wurde um 1900 in der Stepanow-Notations-Methode aufgeschrieben und ist Teil der Sergeyev Collection in der Harvard University.

### Spätere Aufführungen
Le Talisman geriet nach der Oktoberrevolution von 1917 in Vergessenheit. Ein wichtiger Grund dürfte gewesen sein, dass die ziemlich „mystische“ Handlung mit ihren indischen Gottheiten und Maharadschas nicht der sowjetischen Ideologie entsprach.
Zum 150. Geburtstag des Komponisten Riccardo Drigo brachte Paul Chalmers Le Talisman in einer neuen Choreografie für das Ballett des Teatro Filarmonico von Verona auf die Bühne. Die Premiere war am 16. März 1997 am Teatro Verdi in Drigos Geburtsstadt Padua, mit der 61-jährigen Carla Fracci in der Hauptrolle der Niriti.
Das gesamte Ballett wurde auch 2019 in einer Choreografie von Alexander Mishutin mit dem Buryat Ballett Ulan-Ude aufgeführt. Diese Produktion wurde für den Golden Mask Award nominiert.

### Der Pas de deuxLe Talisman
Ein Stück, das heutzutage manchmal bei Galas aufgeführt wird, ist der Talisman-Pas de deux, der jedoch wenig mit dem eigentlichen Ballett zu tun hat, sondern erst 1955 von Pyotr Gusev unter Verwendung einiger musikalischer Nummern aus Le Talisman und aus anderen Balletten geschaffen wurde:
- das Entrée ist die Valse des esprits aus dem Prolog von Le Talisman;
- das Adage stammt aus dem letzten Akt von Le Talisman;
- die männliche Variation ist von Cesare Pugni und stammt aus dem Grand Pas des Caryatides in Akt 2 von La Fille du Pharaon (1862);
- die weibliche Variation ist von Drigo und entspricht dem Pizzicato der schwarzen Perle aus Petipas Ballett La Perle (1896);
- die Coda im Walzertakt stammt wiederum aus Akt 1 von Le Talisman.[12]